# Kopparkarbonat
Kopparkarbonat Cu(II)CO3 är en grå kemisk förening av koppar- och karbonat-joner som kan framställas vid hög temperatur och högt koldioxidtryck. Föreningen kan inte framställas genom att blanda en kopparsaltlösning med alkalikarbonat eftersom då fälls gröna till blå  basiska kopparkabonat ut. Ändå har beteckningen kopparkarbonat använts som kortform för basiskt kopparkarbonat som är andra föreningar. Envärt koppar bildar föreningen Cu(I)2CO3 som är gul och har densiteten 4,4 g/cm3.

## Framställning
Kopparkarbonat framställdes 1973 genom att vid högt tryck, 2 GPa, och hög tempeatur, 500 °C, utsätta malakit och azurit för koldioxid erhållen från sönderdelning av silveroxalat. En direkt syntes ur koppar(II)oxid och koldioxid under högt tryck och hög temperstur är också möjlig men är inte lika snabb.

## Egenskaper
Koppar(II)karbonat kristalliserar monoklint med gitterparametrarna a=7,030 Å, b=4,494 Å, c=6,092 Å och vinkeln β är 101° 21'. Kopparkarbonat är mycket svårlösligt. Löslighetskonstanten pKso är 11,45 ±0,1 @25 °C.